# 힐러리 버턴
힐러리 버튼(Hilarie Burton, 1982년 7월 1일 ~ )은 미국의 배우, 프로듀서, 텔레비전 사회자이다.

## 출연 작품
- 크리스마스에 사랑을 찾아서 (2019)
- 그로잉 업 스미스 (2015)
- 블랙 아이드 도그 (2014)
- 크리스마스 온 더 바이유 (2013)
- 화이트 칼라 4 (2012)
- 블러드워스 (2010)
- 비하인드 더 신: 원 트리 힐 시즌 6 (2009)
- 화이트 칼라 2 (2010)
- 비하인드 더 신: 원 트리 힐 시즌 5 (2008)
- 벌들의 비밀생활 (2008)
- 썸머 솔스티스 (2008)
- 더 리스트 (2007)
- 원 트리 힐 (2003)
- 비트 시커스 (2002)